# Echinostylinos glomeris
Echinostylinos glomeris är en svampdjursart som först beskrevs av Topsent 1904.  Echinostylinos glomeris ingår i släktet Echinostylinos och familjen Phellodermidae. Inga underarter finns listade i Catalogue of Life.